# Peter Halm (Grafiker)

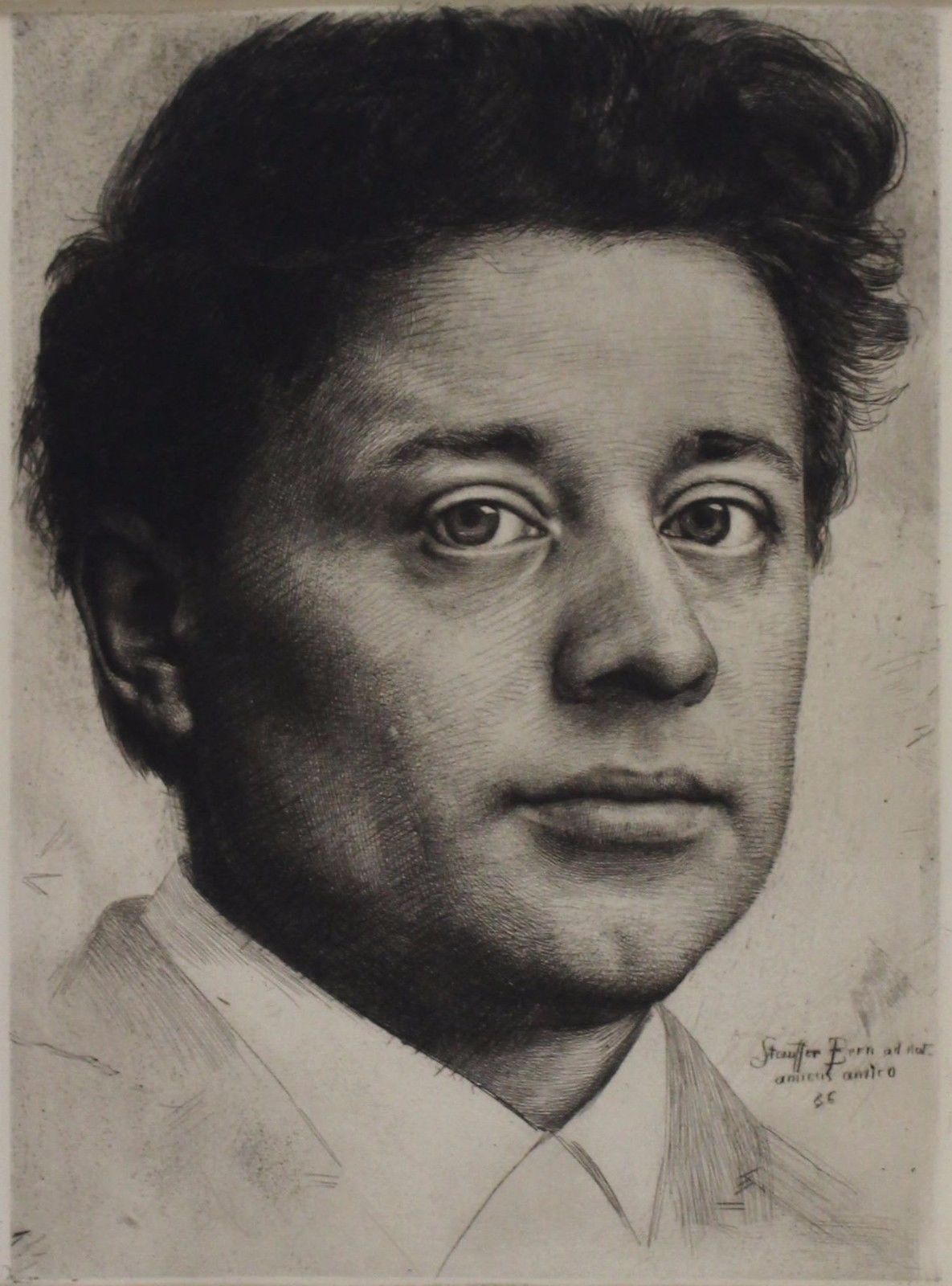
Peter Halm, Radierung von Karl Stauffer-Bern, 1885

Peter Halm, auch Peter von Halm (* 14. Dezember 1854 in Mainz; † 25. Januar 1923 in München), war Professor für Radierkunst an der Münchner Kunstakademie von 1901 bis 1923. Dort unterrichtete er bereits seit 1896 als Hilfslehrer.

## Leben

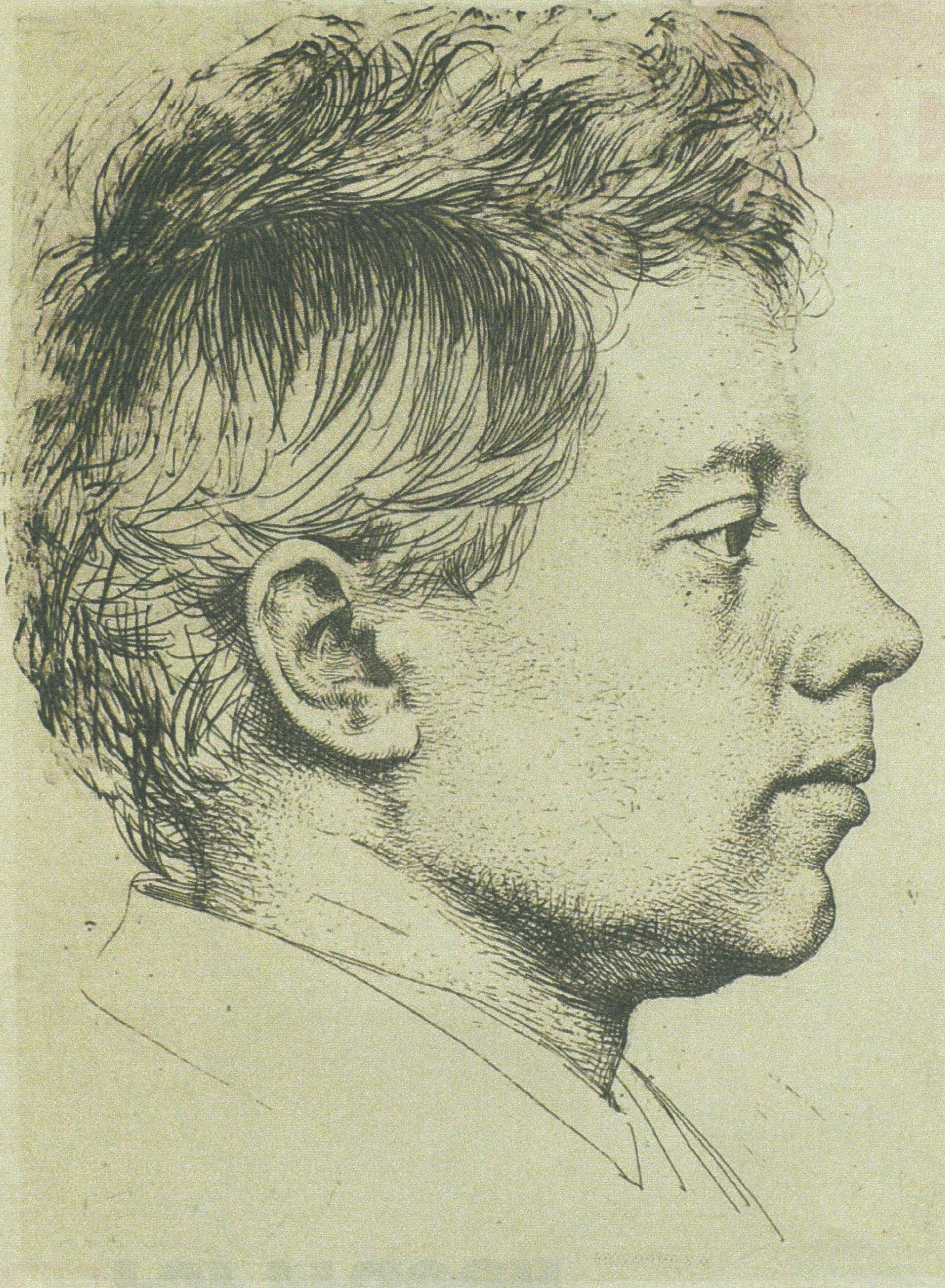
Peter Halm, Radierung von Karl Stauffer-Bern, 1887

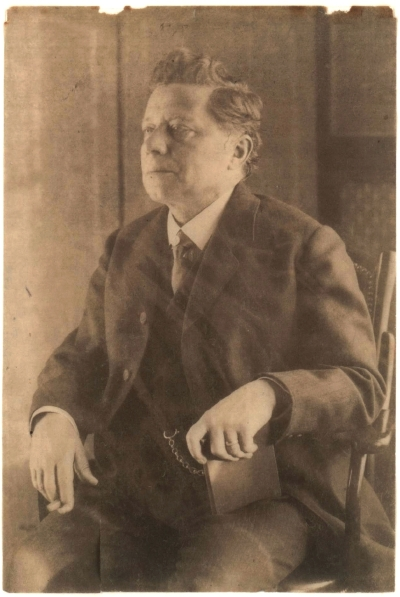
Peter Halm

Peter Halm, Sohn eines Gastwirts und Brauers, wollte Architekt werden und besuchte deswegen das Polytechnikum in Darmstadt. Ab 1875 erfuhr er Unterricht von Johann Leonhard Raab an der Münchner Akademie (Kupferstich) und von Löfftz in den allgemeinen Fächern. Von 1883 bis 1885 lebte er in Berlin, wohin er über seinen Freund Karl Stauffer-Bern gelangt war und wo er sich (wie Max Klinger) für die von Wilhelm von Bode geleiteten Königlichen Museen in Berlin an der grafischen Reproduktion alter Meister beteiligte. In diesen Jahren nahm er seinen jüngeren Bruder, den späteren Kunsthistoriker Philipp Maria Halm, in seine Obhut.
1900 wurde er Professor an der Münchner Akademie und bildete vor allem Graphiker aus. In München übernahm er bis Ende 1922 die Leitung der Klasse Raabs an der Akademie, aus der er am 1. Januar 1923 schwer erkrankt ausschied.
Sein druckgraphisches Gesamtwerk und zahlreiche Zeichnungen befinden sich im Bestand der Staatlichen Graphischen Sammlung München.
Sein Sohn Georg Halm war Ökonom. Sein Vetter Andreas Graser ist der Namensgeber der bekannten Schlenkerla Rauchbierbrauerei in Bamberg.

## Werke
Halm war in erster Linie als Radierer tätig und zählt zu den Künstlern, die im ausgehenden 19. Jahrhundert diese Technik als künstlerische Originalgraphik in Deutschland wieder populär machten. Er zählte zu den Gründungsmitgliedern des Vereins für Original-Radierung in München. Zuvor war er mit Reproduktionsgraphiken nach Werken alter Meister, aber auch nach zeitgenössischer Kunst wie z. B. Gemälden von Max Liebermann bekannt geworden. Sein eigentliches Werk war jedoch der Landschafts- und Genredarstellung gewidmet. So schuf er seit 1887 Radierungen von Landschaften aus der Umgebung der Insel Reichenau. Städtebilder vor allem aus Deutschland und Italien waren ebenfalls Motive des Künstlers.

## Bekannte Schüler
- Johann Brockhoff (1871–1942)
- Eduard Stiefel (1875–1967)
- Willi Geiger (1878–1971)
- Jakob Weinheimer (1878–1962)
- Hugo Steiner-Prag (1880–1945)
- Albert Reich (1881–1942)
- Hermann Kätelhön (1884–1940)
- Heinrich Dersch (1889–1967)
- Hugo Kunz (1884–1938)
- Adolf Büger (1885–1966)
- Theodor Brün (1885–1981)
- Max Brüning (1887–1968)
- Walter Bud (1890–1915)
- Otto Weigel (1890–1945)
- Robert Jakob Bock (1896–1943)
- Eugen Franz Renwart (1885–1968)
- August Friedrich Zintl (1900–1956)